# 博明
博明（1718年—1788年），又博敏，原名贵明，博尔济吉特氏，字晰之，一字皙齋、晰斋，号西齋，又号西哲、希哲，滿洲鑲藍旗人（属镶蓝旗蒙古姓满洲旗人）。清朝翰林、詩人、畫家。

## 生平
乾隆十二年（1747年）丁卯科顺天乡试举人，乾隆十七年（1752年）壬申科进士。選庶吉士，授翰林院编修，外任云南迤西道，降兵部员外郎。
陳康祺在《郎潛紀聞》中记载：“满洲博晰斋，乾隆壬申进士，由编修外任府道，改官兵曹。博闻强识，于京圻掌故，氏族源流，尤能殚洽。晚年颓放，布衫草笠，溷迹长安，僧舍酒楼，醉辄题咏，洒如也。人有叩其姓名者，答曰：“八千里外观察使，三十年前太史公。”又云：“十五科前进士，八千里外监司。”
为朱彝尊、何焯评注的韩愈《昌黎先生詩集注》作序（博明之外孙穆彰阿作跋，光绪九年
（1883）癸未重刊）。

## 著作
著有《西齋偶得》（嘉庆五年翁方纲序，由杨钟羲于1900年重刊）、《凤城琐录》、《西斋诗草》、《西斋诗辑遗》（外孙穆彰阿1801年刊），重修《蒙古世系谱》(又名《蒙古博尔济吉特氏族谱》)。工詩，善长绘画。。诗作收入铁保《熙朝雅颂集》。

## 家族
- 始祖瑣諾木。“瑣諾木，鑲藍旗人，世居烏葉爾白柴地方，天聰時来歸，原任散騎郎。其子圖巴原任䕶軍叅領兼佐領。孫舒穆布原任江南江西總督。……元孫博林現任中書；碩瞻係和碩額駙，原任散騎郎；博敏現任主事”（载《八旗滿洲氏族通譜》卷66）。
- 曾祖。
- 祖父邵穆布（又舒穆布），康熙年间两江总督。
- 父。
- 子。妻瓜爾佳氏（父鑲白旗滿洲、乾隆十七年（1752年）壬申恩科進士景福 (乾隆進士)，与博明进士同榜）。
- 一女嫁宗室綿藩（曾祖和硕恒温亲王允祺）。[9]
- 一女嫁镶蓝旗满洲、礼部侍郎郭佳氏廣泰。其子嘉庆十年进士穆彰阿，道光年间官至军机大臣、文华殿大学士。[10]
- 孙女博尔济吉特氏，稼正蓝旗汉军、道光辛巳科舉人佟續瑞（号敬斋）(载杨钟羲《雪橋詩話餘集》卷7）。其子道光二十年（1840年）庚子科进士熙恬。